# Mabi Thobejane
Gabriel Segwagwa „Mabi“ Thobejane (* 1947 in Mamelodi; † 3. Juni 2021) war ein südafrikanischer Schlagzeuger und Perkussionist, der vor allem im Jazz- und Weltmusikbereich bekannt wurde.

## Leben und Wirken
Thobejane war bereits als Kind fasziniert von den BaLobedu-Trommlern in seiner Nachbarschaft, die auf ihren aufgestellten Ensembles stehender Holztrommeln spielten. Mit zehn Jahren begann er zu selbst zu trommeln. Einer von Thobejanes Onkeln war der Gitarrist Philip Tabane. Als Schlagzeuger Julian Bahula 1965 dessen erfolgreiche Band Malombo Jazz Men verließ, holte Tabane Thobejane als neuen Perkussionisten, mit dem 1969 das Album The Indigenous Afro-Jazz Sounds entstand. Mit den Malombo Jazz Men tourte er in den 1970er Jahren in Nordamerika und beeindruckte Miles Davis. Er selbst nahm in sein Spiel in der Folge südafrikanischen und amerikanischen Jazz ebenso wie weitere afrikanische Stile, denen er auf seinen Touren begegnete, auf. 
Thobejane arbeitete mit dem Bassisten Sipho Gumede und gründete 1979 mit Khaya Mahlangu und ihm die Afrofusion-Band Sakhile, mit der 1982 das gleichnamige Album, 1983 New Life und 1989 Phambili erschien. In der Folge arbeitete er mit dem Perkussionsensemble Amampondo (Electric Pondoland), Busi Mhlongo, Pops Mohameds African Dreamtime und an einer Reihe anderer Projekte für das Label M.E.L.T. 2000. Sein Debüt-Album als Leader, Madiba, erschien 2002, während er auf der Kleinfarm Ga-Rankuwa in Gauteng lebte, wo er mit seiner Familie Landwirtschaft betrieb. Wie zuvor mit dem Jazzgitarristen Robert Doc Mthalane ging er 2018 mit dem Gitarristen Madala Kunene, dem er 1968 bei einem Stadionkonzert zum ersten Mal begegnet war, auf Tournee. In den letzten Jahren nahm er auch mit der The Forest Jam Band auf.
Thobejane starb an den Folgen eines Schlaganfalls.

## Diskographische Hinweise
- Madiba (B&W Music 1997)
- The Lost German Tapes (M.E.L.T. 2000, 2018)
- Mabi Gabriel Thobejane & Madala Kunene: The Bootleg Tapes (Forest Jam, 2020)